# 加里·赫伯特 (赛艇运动员)
加里·赫伯特（英語：Garry Herbert，1969年10月3日—），英国男子赛艇运动员。他曾代表英国参加1992年和1996年夏季奥林匹克运动会赛艇比赛，其中1992年奥运会获得一枚金牌。